# Боян (имя)
Боя́н — болгарское мужское имя. Короткая форма имени Боян — Боби. Его женский эквивалент — Бояна.
По одной версии, имя производится из тюркского слова bajan (богатый), которое в староболгарское время стало народным именем и переосмыслено в глагол «бояться». По другой версии, имя в виде Bojan выводится из славянского апеллятива boj в значении «бой, война».
Считается также, что оно происходит от имени «Баян» — известны аварский каган Баян I (562—602) и булгарский хан Батбаян (660—668). Другая возможность происхождения имени связана с современной Чешской Республикой. В Чехии жило кельтское племя боии. Позже эта территория была заселена предками современных сербов и после них чешскими племенами. Вполне возможно, что имя Боян происходит от названия кельтского племени боии. Предполагается, что кельтские-ирландское имя Брайан (Bryan или Brian) связано с болгарским Боян (Boyan) не только сходством написания, но и значением: судя по кельтско-ирландскому значению имени Брайан болгарское имя Боян можно перевести как «сильный» или «благородный».

## Известные носители
- св. Боян — первый болгарский мученик, сын хана Омуртага
- Боян — последний хан Великой Болгарии, сын хана Кубрата.
- Боян — древнерусский певец и сказитель, «песнотворец», персонаж Слова о полку Игореве.